# Mesterholdenes Europa Cup i håndbold 1975-76 (kvinder)
Mesterholdenes Europa Cup i håndbold 1975-76 for kvinder var den 16. udgave af Mesterholdenes Europa Cup i håndbold for kvinder. Turneringen havde deltagelse af 13 klubhold, der var blevet nationale mestre sæsonen forinden, og blev afviklet som en cupturnering, hvor alle opgørene til og med semifinalerne blev afviklet over to kampe, hvor holdene mødtes både ude og hjemme. Finalen blev afviklet som én kamp.
Turneringen blev vundet af RK Radnički fra Jugoslavien, som i finalen på hjemmebane i Beograd besejrede Mora Swift Roermond fra Holland med 22-12. Det var første gang i turneringens historie, at et jugoslavisk hold vandt titlen, og samtidig var det første gang, at et hollandsk hold nåede finalen.
Danmarks repræsentant i turneringen var de danske mestre fra Handelsstandens Gymnastikforening, som blev slået ud i kvartfinalen, hvor holdet tabte 19-24 over to kampe til de senere finalister fra Mora Swift Roermond fra Holland.

## Resultater

### Ottendedelsfinaler
| Dato   | Dato   | Hjemmehold i 1. kamp | Udehold i 1. kamp     | Resultat | Resultat | Resultat |
| 1.kamp | 2.kamp | Hjemmehold i 1. kamp | Udehold i 1. kamp     | Samlet   | 1.kamp   | 2.kamp   |
| ------ | ------ | -------------------- | --------------------- | -------- | -------- | -------- |
| ?      | ?      | Inter Bratislava     | RK Radnički           | ?–?      | ?-?      | ?-?      |
| 11.1.  | 18.1.  | CSKA Sofia           | IL Vestar             | ?–?      | 12-11    | ?-?      |
| 4.1.   | 17.1.  | TuS Eintracht Minden | Union Admira Landhaus | ?–?      | 15-10    | ?-?      |
| ?      | ?      | Hapoel Ra'anana      | Polisens IF           | ?–?      | ?-?      | ?-?      |
| ?      | ?      | Handelsstandens GF   | KF Valur              | 22–16    | 12-70    | 10-9     |

### Kvartfinaler
| Dato   | Dato   | Hjemmehold i 1. kamp | Udehold i 1. kamp     | Resultat | Resultat | Resultat |
| 1.kamp | 2.kamp | Hjemmehold i 1. kamp | Udehold i 1. kamp     | Samlet   | 1.kamp   | 2.kamp   |
| ------ | ------ | -------------------- | --------------------- | -------- | -------- | -------- |
| ?      | ?      | IL Vestar            | RK Radnički           | 20–32    | 11-12    | 09-20    |
| ?      | 21.2.  | Medina Guipúzcoa     | Union Admira Landhaus | 07–31    | 03-17    | 04-14    |
| ?      | ?      | Polisens IF          | ASU Lyon              | 45–19    | 24-80    | 21-11    |
| ?      | ?      | Mora Swift Roermond  | Handelsstandens GF    | 24–19    | 15-80    | 09-11    |

### Semifinaler
| Dato   | Dato   | Hjemmehold i 1. kamp | Udehold i 1. kamp     | Resultat | Resultat | Resultat |
| 1.kamp | 2.kamp | Hjemmehold i 1. kamp | Udehold i 1. kamp     | Samlet   | 1.kamp   | 2.kamp   |
| ------ | ------ | -------------------- | --------------------- | -------- | -------- | -------- |
| ?      | ?      | RK Radnički          | Union Admira Landhaus | 41–16    | 20-7     | 21-90    |
| ?      | 21.3.  | Mora Swift Roermond  | Polisens IF           | 25–20    | 14-9     | 11-11    |

### Finale
Finalen blev spillet i Beograd i Jugoslavien.
| Dato | Vinder      | Finalist            | Res.  | Pause |
| ---- | ----------- | ------------------- | ----- | ----- |
| 4.4. | RK Radnički | Mora Swift Roermond | 22–12 | 11-4  |